# Nemesdéd, Somogy
Nemesdéd  este un sat în districtul Marcal, județul Somogy, Ungaria, având o populație de 754 de locuitori (2011). 

## Demografie
Componența etnică a satului Nemesdéd
     Maghiari (73,31%)
     Romi (25,37%)
     Germani (1,32%)
Componența confesională a satului Nemesdéd
     Romano-catolici (55,17%)
     Reformați (6,23%)
     Fără religie (2,25%)
     Necunoscută (36,34%)
     Alte religii (1,06%)
Conform recensământului din 2011, satul Nemesdéd avea 754 de locuitori. Din punct de vedere etnic, majoritatea locuitorilor (73,31%) erau maghiari, existând și minorități de romi (25,37%) și germani (1,32%).  Din punct de vedere confesional, majoritatea locuitorilor (55,17%) erau romano-catolici, existând și minorități de reformați (6,23%) și persoane fără religie (2,25%). Pentru 36,34% din locuitori nu este cunoscută apartenența confesională.